# Un angelo disteso al sole
Un angelo disteso al sole je pjesma talijanskog pjevača/tekstopisca Erosa Ramazzottija koja je izdana 12. listopada 2012. a nalazi se na njegovom dvanaestom albumu Noi. Za španjolsko govorno područje izdan je prepjev pod nazivom Un ángel como el sol tú eres na hispanskoj verziji albuma Somos.
Tekst za pjesmu napisali su sam izvođač Eros Ramazzotti te producenti Luca Chiaravalli i Saverio Grandi.